# Дзержинское (Калининградская область)
Дзержинское — посёлок в Славском районе Калининградской области. Входит в состав Большаковского сельского поселения.

## Население
| 2002 | 2010 |
| ---- | ---- |
| 207  | ↘184 |